# Žiobiškis
Žiobiškis – wieś na Litwie, w okręgu poniewieskim, w rejonie rakiszeckim. Według danych z 2013 roku wieś jest zamieszkiwana przez 353 osoby.
Przez wieś przepływa rzeka Vingerinė. W miejscowości znajduje się kościół św. Michała Archanioła z 1911 roku, punkt medyczny, dom kultury oraz biblioteka.
W 1748 osada otrzymała cotygodniowy targ oraz 3 kupców. W 1803 we wsi powstała parafia oraz został zbudowany drewniany kościół. W 1883 powstała szkoła podstawowa, która została zlikwidowana w 2009 roku.